# Kenan Karahodžić
Kenan Karahodzic (Backa Topola, 29 de enero de 1996) es baloncestista Serbio que puede jugar en las posiciones de ala-pívot. Actualmente juega para el CB Marbella de Liga LEB Plata.

## Trayectoria
Tras varias temporadas en la cantera del Unicaja Málaga, en la temporada 2013/14 juega en el Clínicas Rincón.
A los 18 años, 8 meses y 17 días, el ala-pívot ha debutado en el Unicaja en el mítico pabellón Dražen Petrović, histórica cancha contra el KK Cedevita Zagreb. El jugador bosnio con nacionalidad serbia, una de las joyas de Los Guindos, se estrenó a lo grande con la camiseta verde.
En 2014 renueva un contrato por cuatro temporadas en el Unicaja.
En febrero de 2020, el serbio firmó por el CB Marbella tras desvincularse del Igualatorio Cantabria Estela, equipo también del Grupo Oeste de LEB Plata. 
En verano de 2020, renueva con el CB Marbella de Liga LEB Plata.

## Clubes
- KK Spartak Subotica (2011-2012)
- Clínicas Rincón (2013-2014)
- Unicaja Málaga (2014-2016)
- KK Partizan (2016-2017)
- Oviedo Club Baloncesto (2017-2018)
- Club Baloncesto Peñas Huesca (2018-2019)
- Club Deportivo Estela Santander (2019-2020)
- CB Marbella (2020-)